# Bronisław Feliks Łoziński
Bronisław Feliks Łoziński (ur. 2 czerwca 1895 w Zarzeczu, pow. jarosławski, zm. ?) – major piechoty Wojska Polskiego, kawaler Orderu Virtuti Militari.

## Życiorys
Urodził się 2 czerwca 1895 roku w Zarzeczu, pow. jarosławski, w rodzinie Józefa. Wcielony do armii austriackiej we wrześniu 1914 roku. W okresie od 2 stycznia do 10 marca 1915 roku przydzielono go do szkoły oficerów rezerwy we Freibergu na Morawach, po ukończeniu której wcielony do batalionu zapasowego Pułku Piechoty Obrony Krajowej Nr 32 w Nowym Sączu. Awansowany na chorążego 1 sierpnia 1915 roku i skierowany na front rosyjski. Na podporucznika awansowany 1 września 1916 roku. Od 1 października 1916 roku do 10 marca 1917 roku był na froncie rosyjskim instruktorem w szkole podoficerskiej przy Grupie gen. Ericha von Falkenhayna. Dowódca kompanii frontowej, a od 7 czerwca do 20 grudnia 1917 roku w szkole szturmowej ppłk. Kauniza w Moszkowie k. Sokala był dowódcą kompanii. Do zakończenia I wojny światowej brał udział w walkach na froncie wschodnim. Odznaczony Medalem Waleczności II klasy i Krzyżem Karola.
Po zakończeniu I wojny światowej, jako porucznik służył od 1 listopada 1918 roku w 2 pułku strzelców podhalańskich, który powstał na bazie batalionu zapasowego austriackiego 32 pułku piechoty. Wyznaczano go na różne stanowiska, m.in. oficera ewidencyjnego i dowódcy kompanii zapasowej. Od 1 sierpnia 1919 roku był odkomenderowany do XIV Brygady Piechoty na adiutanta sztabu. Uczestniczył w wojnie polsko-bolszewickiej. 27 czerwca 1920 roku otrzymał polecenie dostarczenia rozkazu dla grupy wypadowej I batalionu 27 pułku piechoty. Pomimo otoczenia jego oddziału przez kawalerię gen. Siemiona Budionnego i narażając własne życie doręczył rozkaz przyczyniając się tym samym do ocalenia batalionu. Za ten czyn 19 marca 1921 rok został odznaczony Orderem Virtuti Militari. W 1921 roku został zatwierdzony jako porucznik (z dniem 1 kwietnia 1920 roku) w grupie oficerów byłej armii austro-węgierskiej. Przeniesiony 22 lutego 1921 roku do Wydziału I Mobilizacyjno-Organizacyjnego Sztabu Dowództwa Okręgu Generalnego „Lwów” we Lwowie. Urlopowany z wojska od 28 października 1921 roku celem ukończenia studiów, a ewidencyjnie przeniesiony do kadry 19 pułku piechoty Odsieczy Lwowa. Jako oficer rezerwy został powołany do służby czynnej od 2 września 1922 roku w 26 pułku piechoty w Gródku Jagiellońskim i przydzielony na dowódcę plutonu szkoły podoficerskiej. Następnie służył na stanowiskach dowódcy kompanii, dowódcy oddziału sztabowego i adiutanta batalionu sztabowego. Awansowany na kapitana 1 lutego 1924 roku, a od 31 sierpnia 1924 roku był w służbie zawodowej. W późniejszym okresie był dowódcą kompanii i dowódcą szkoły podoficerskiej 26 pułku piechoty.
Do 29 Batalionu KOP w Suwałkach został przeniesiony 1 grudnia 1927 roku i wyznaczony na stanowisko oficera wywiadowczego. Był od 19 grudnia 1927 do 15 stycznia 1928 roku oddelegowany do dowództwa 6 Brygady KOP. 1 maja 1928 roku przeniesiony ze stanowiska oficera wywiadowczego na dowódcę kompanii. 28 sierpnia 1928 roku przeniesiony na dowódcę kompanii granicznej „Filipów”. Na XVI kurs unitarny Doświadczalnego Centrum Wyszkolenia w Rembertowie był przydzielony od 1 sierpnia do 15 grudnia 1930 roku. 19 listopada 1930 roku nadano mu Odznakę KOP „Za służbę graniczną”. Awansowany na majora 13 grudnia 1930 roku. 21 stycznia 1931 roku mianowany kwatermistrzem 29 Batalionu KOP. 13 lutego 1931 roku złożył prośbę o przyjęcie do Wyższej Szkoły Wojennej. Według opinii dowódcy batalionu mjr. Wacława Zdrojewskiego „do służby wojskowej posiadał bardzo duże zamiłowanie i uzdolnienie. Wobec poprzedniej pracy w sztabach z ogólnem zamiłowaniem do pracy można przypuszczać, że ma odpowiednie kwalifikacje do studiów w Wyższej Szkole Wojennej”.
13 marca 1931 roku został przeniesiony z KOP do 60 pułku piechoty w Ostrowie Wielkopolskim na stanowisko dowódcy batalionu. W czerwcu 1933 roku został przesunięty na stanowisko kwatermistrza pułku. 18 lutego 1935 roku został przeniesiony do Powiatowej Komendy Uzupełnień Ostrów Poznański celem odbycia praktyki poborowej. 31 sierpnia 1935 roku został zatwierdzony na stanowisku komendanta Powiatowej Komendy Uzupełnień Ostrów Poznański. Od 1 września 1938 roku, po reorganizacji służby poborowej, zajmował stanowisko komendanta Rejonu Uzupełnień Ostrów Wielkopolski. 
Po ewakuacji Komendy Uzupełnień do Przemyśla w dniu 5 września 1939 roku, został wyznaczony komendantem garnizonu w Mościskach. Przydzielony 11 września 1939 roku do Kwatery Głównej 38 Dywizji Piechoty Rezerwowej na stanowisko komendanta kwatery, lecz nie objął tej funkcji. Pomocnik dowódcy piechoty dywizyjnej od 14/15 września. Z dowodzonym oddziałem nocą z 19 na 20 września przedostał się w rejonie Zboisk do okrążonego Lwowa. 21 września komendant Garnizonu Lwów ppłk piech. Jan Chodźko-Zajko wyznaczył go na stanowisko komendanta Stacji Zbornej przy ul. Teatyńskiej 6, dla żołnierzy 11, 24 i 38 Dywizji Piechoty. Uniknął niewoli po zajęciu miasta przez Armię Czerwoną i w listopadzie 1939 roku przedostał się do Rumunii, a następnie przez Jugosławię do Francji. W grudniu 1939 roku zgłosił się do obozu Polskich Sił Zbrojnych w Coëtquidan. W 1942 roku był zastępcą komendanta Obozu Rozdzielczego w Auchtertool. 12 maja 1943 roku objął dowództwo 1 Kompanii Zaopatrywania.

## Ordery i odznaczenia
- Krzyż Srebrny Orderu Wojskowego Virtuti Militari nr 1743[1]
- Złoty Krzyż Zasługi (25 maja 1939)[10]
- Odznaka pamiątkowa KOP „Za służbę graniczną”
- Krzyż Karola (Austro-Węgry)
- Medal Waleczności II klasy (Austro-Węgry)